# 38 cm sLdgW
38 cm sLdgW(38 cm schwerer Ladungswerfer)とは第二次世界大戦でドイツ国防軍が使用した迫撃砲である。
スピガットモーター（差込式迫撃砲）と呼ばれる種類の物で、schwerer Ladungswerferとは重・装薬投射器とでも訳される物で、擲弾投射器(Granatwerfer)と呼ばれた迫撃砲とは異なる扱いであり、障害物や陣地を破壊するために戦闘工兵によって使用された工兵機材の一種の扱いであった。
あまりに重量が大きいことから最前線での運用から退けられた。

## 参考資料
- Gander, Terry and Chamberlain, Peter. Weapons of the Third Reich: An Encyclopedic Survey of All Small Arms, Artillery and Special Weapons of the German Land Forces 1939-1945. New York: Doubleday, 1979 ISBN 0-385-15090-3